# Công dư tiệp ký
Công dư tiệp ký (Ghi nhanh lúc rỗi việc công) là tập truyện ký chữ Hán của nhà văn Việt Nam Vũ Phương Đề (1698-1761). Tác phẩm này rất được giới Nho sĩ các đời ưa ham thích, nên người ta đã thêm thắt và sao chép khá nhiều .

## Giới thiệu
Công dư tiệp ký có lẽ được Đốc đồng Vũ Phương Đề sáng tác trong khoảng thời gian mất chức, vì đã bỏ chạy khỏi tỉnh thành Hải Dương đang khi quân Nguyễn Hữu Cầu đến đánh phá .
Tác phẩm này gồm 43 thiên (truyện) với Lời tựa của chính tác giả ghi vào năm 1755. Nội dung sách là ghi chép chuyện những chuyện lặt vặt mắt thấy tai nghe xưa nay.
Công dư tiệp ký chưa in, chỉ lưu hành dưới dạng chép tay. Bản đầy đủ gồm có 3 phần:
- Tiền biên (tức nguyên tác) gồm có 43 truyện chia thành 12 loại mục: Thế gia (Gia đình dòng dõi), Danh thần (bề tôi danh tiếng), Danh Nho (nhà Nho danh tiếng), Tiết nghĩa (người giữ khí tiết), Chí khí (người có chí khí), Ác báo (người làm ác bị quả báo), Tiết phụ (phụ nữ tiết hạnh), Ca nữ (gái hát), Thần quái (chuyện thần kỳ quái dị), Âm phần dương trạch (chuyện để mồ mả, chọn hướng nhà), Thú loại (chuyện thú vật).
- Tục biên (62 truyện) chia thành chín loại mục: Danh thần, Danh Nho, Dâm từ (đền thờ các vị thần không đoan chính), Mộng ký (truyện trong mộng), Tài nữ (phụ nữ tài giỏi), Tiên Thích (tiên Phật), Thần từ (đền thờ thần), Sơn xuyên (núi sông), Phả ký (hành trạng nhân vật rút từ gia Phả).
- Bổ di (5 truyện), không chia loại.

Hai phần sau chưa rõ do ai biên soạn, nhưng chắc phải là người sống sau Phan Huy Chú, vì trong Lịch triều hiến chương loại chí (phần Văn tịch chí) chỉ chép có 43 truyện như đã ghi ở phần Tiền biên 

## Đánh giá
Công dư tiệp ký có khá nhiều truyện mang dáng dấp truyền kỳ, nhưng truyền kỳ ở đây chủ yếu là người thật việc thật được ly kỳ hóa. Nhân vật ảo chỉ xuất hiện thấp thoáng và thường là một lực lượng siêu nhiên không có cá tính, đóng vai trò phù trợ cho những con người thật...Kết cấu các truyện phần lớn không chặt chẽ, lan man kéo dài từ đời nọ đến đời kia theo thế thứ dòng dõi, trừ một số truyện như Trạng nguyên Dĩnh Kế, Thượng thư Lê Như Hổ, Truyện ông Hổ, Truyện chuột đậy mặt...Phần tục biên viết sơ sài...
Tập truyện này được giới Nho sĩ các đời ham thích. Vũ Xuân Tiên đã dịch quyển này ra văn Nôm. Có người đã bắt chước làm ra các tác phẩm, như Cát Xuyên tiệp ký (Trần Tiến), Vũ trung tùy bút (Phạm Đình Hổ), Tang thương ngẫu lục (Phạm Đình Hổ và Nguyễn Án), Nam thiên trân dị tập (Tập hợp những truyện lạ lùng quý báu của trời Nam, Khuyết danh), Bản quốc dị văn lục (Chép những chuyện lạ nghe được của nước ta, Khuyết danh), v.v...

## Sách tham khảo
- Nguyễn Huệ Chi, mục từ Công dư tiệp ký. Nhà xuất bản Thế giới, 2004.
- Trần Văn Giáp, Tìm hiểu kho sách Hán Nôm (2 tập in chung). Nhà xuất bản Khoa học Xã hội, 2003.
- Nguyễn Đăng Na, Văn xuôi tự sự Việt Nam thời trung đại (Tập 1). Nhà xuất bản Giáo dục, 1997.